# والنتین کوزمین
والنتین کوزمین (به انگلیسی: Valentin Kuzmin) (زادهٔ ۴ ژانویهٔ ۱۹۴۱) شناگر اهل شوروی است.